# Alberto Volpi
Alberto Volpi (født 9. december 1962 i Saronno) er en tidligere italiensk landevejscykelrytter.
| Cykling | Spire Denne biografi om en italiensk cykelrytter er en spire som bør udbygges. Du er velkommen til at hjælpe Wikipedia ved at udvide den. |